# زينيفريدو (بافيا)
زينيفريدو (بالإيطالية: Zenevredo)‏ هي بلدة تقع في مقاطعة بافيا بإقليم لومبارديا في شمال إيطاليا. تبلغ مساحة هذه المدينة 5.3 (كم²)، وترتفع عن سطح البحر 204 م، بلغ عدد سكانها 459 نسمة في عام 2004 حسب إحصاء المعهد الوطني للإحصاء.

## السكان
في سنة 1861 بلغ عدد السكان 385 نسمة، وتطور العدد ليصل في سنة 2011 لـ 478 نسمة.
يظهر هذا المخطط البياني تطور النمو السكاني لـ زينيفريدو (بافيا)